# Agustín Moreno
Agustín Moreno Palmer (ur. 31 marca 1967 w Guadalajarze) – meksykański tenisista, reprezentant w Pucharze Davisa, olimpijczyk z Seulu (1988).

## Kariera tenisowa
Startując w turniejach juniorskich triumfował w Wimbledonie 1985 w grze podwójnej chłopców wspólnie z Jaime Yzagą.
Zawodowym tenisistą był w latach 1986–1995.
Nigdy nie wygrał turnieju rangi ATP World Tour. Był 2 razy w finale imprez tego cyklu, w konkurencji gry podwójnej.
Moreno raz zagrał na igrzyskach olimpijskich, w Seulu (1988) osiągając 2 rundę singla i 1 rundę debla (razem z Leonardem Lavalle).
W latach 1985–1993 reprezentował Meksyk w Pucharze Davisa. Bilans tenisisty w singlu wynosi 1 zwycięstwo i 1 porażka oraz 1 wygrana przy 2 przegranych w deblu.
W rankingu gry pojedynczej najwyżej był na 120. miejscu (18 lipca 1988), a w klasyfikacji gry podwójnej na 40. pozycji (15 maja 1989).

### Finały w turniejach ATP World Tour
| Legenda                                      |
| -------------------------------------------- |
| Wielki Szlem                                 |
| Igrzyska olimpijskie                         |
| Tennis Masters Cup / ATP Finals              |
| ATP Masters Series / ATP Tour Masters 1000   |
| ATP International Series Gold / ATP Tour 500 |
| ATP International Series / ATP Tour 250      |

#### Gra podwójna (0–2)
| Końcowy wynik | Nr | Data                | Turniej    | Nawierzchnia | Partner     | Przeciwnicy                       | Wynik finału  |
| ------------- | -- | ------------------- | ---------- | ------------ | ----------- | --------------------------------- | ------------- |
| Finalista     | 1. | 14 maja 1989        | Charleston | Ceglana      | Jaime Yzaga | Mikael Pernfors Tobias Svantesson | 4:6, 6:4, 5:7 |
| Finalista     | 2. | 1 października 1989 | Bordeaux   | Ceglana      | Jaime Yzaga | Tomás Carbonell Carlos di Laura   | 4:6, 3:6      |